# Süddeutsche Fußballmeisterschaft 1915/16
Die süddeutsche Fußballmeisterschaft 1915/16 des Süddeutschen Fußball-Verbandes gewannen der 1. FC Nürnberg durch einen 4:1-Sieg im Finale gegen den FC Pfalz Ludwigshafen. Dies war der erste Gewinn der süddeutschen Fußballmeisterschaft für die Nürnberger. Eine Teilnahme an der deutschen Fußballmeisterschaft blieb ihnen jedoch verwehrt, da diese aufgrund des Ersten Weltkriegs nicht ausgetragen wurde.

## Modus und Übersicht
Nachdem in der letzten Saison keine süddeutsche Fußballmeisterschaft ausgetragen wurde, sondern sich der Spielbetrieb auf lokale Ligen begrenzte, gab es in dieser Spielzeit in jedem der vier Bezirke Ausscheidungsspiele, um den Teilnehmer an der süddeutschen Fußballendrunde zu ermitteln.
| Bezirk    | Bezirksmeister        |
| --------- | --------------------- |
| Nordkreis | 1. Hanauer FC 1893    |
| Ostkreis  | 1. FC Nürnberg        |
| Südkreis  | Freiburger FC         |
| Westkreis | FC Pfalz Ludwigshafen |

## Nordkreis
| Pl. | Verein                           | Sp. | S | U | N | Tore    | Quote | Punkte |
| --- | -------------------------------- | --- | - | - | - | ------- | ----- | ------ |
| 1.  | 1. Hanauer FC 1893               | 2   | 2 | 0 | 0 | 006:200 | 3,00  | 04:0   |
| 2.  | FSV Frankfurt                    | 2   | 1 | 0 | 1 | 009:300 | 3,00  | 02:20  |
| 3.  | Frankfurter FV Amicitia und 1902 | 2   | 0 | 0 | 2 | 001:110 | 0,09  | 0:40   |

## Ostkreis
Finale:
|                | Ergebnis |                 |
| -------------- | -------- | --------------- |
| 1. FC Nürnberg | 4:0      | TV 1860 München |

## Südkreis
Finale:
|               | Ergebnis |                      |
| ------------- | -------- | -------------------- |
| Freiburger FC | 5:2      | Karlsruher FC Phönix |

## Westkreis
Finale:
|                       | Ergebnis |                 |
| --------------------- | -------- | --------------- |
| FC Pfalz Ludwigshafen | 2:1      | Phönix Mannheim |

## Endrunde um die süddeutsche Meisterschaft
In der süddeutschen Fußballendrunde trafen die vier Sieger der Bezirke in Hin- und Rückspiel aufeinander.
Halbfinale:
|                                  | Gesamt |                                          | Hinspiel | Rückspiel |
| -------------------------------- | ------ | ---------------------------------------- | -------- | --------- |
| 1. FC Nürnberg (Sieger Ostkreis) | 11:2   | 1. Hanauer FC 1893 (Sieger Nordkreis)    | 7:1      | 4:1       |
| Freiburger FC (Sieger Südkreis)  | 03:9   | FC Pfalz Ludwigshafen (Sieger Westkreis) | 2:2      | 1:7       |

Finale:
| Datum         |                | Ergebnis |                       | Ort       |
| ------------- | -------------- | -------- | --------------------- | --------- |
| 30. Juli 1916 | 1. FC Nürnberg | 4:1      | FC Pfalz Ludwigshafen | Stuttgart |